# Villa Romana (Bad Reichenhall)

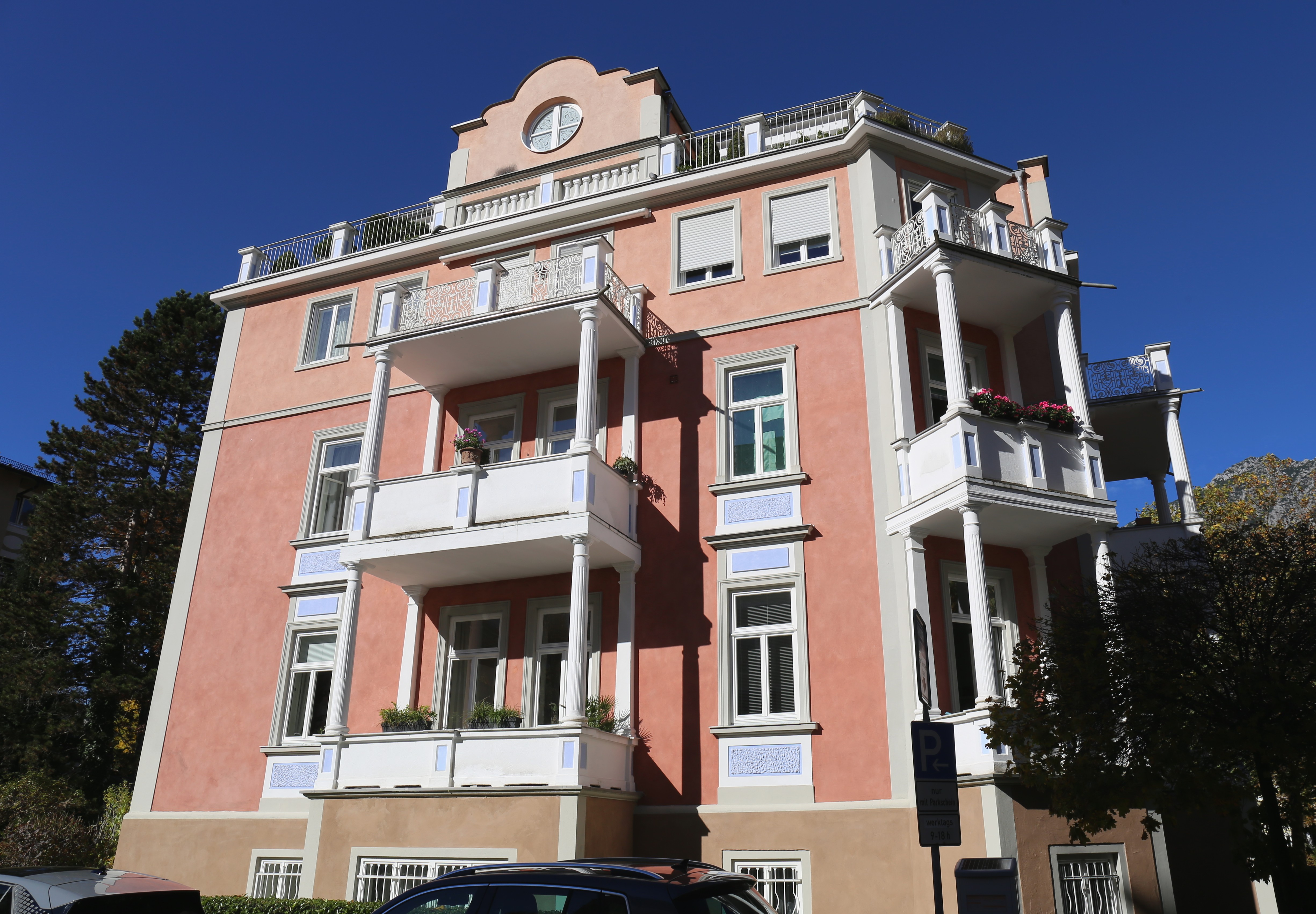
Südostfassade im Oktober 2022

Die Villa Romana ist eine Villa in der Rinckstraße in Bad Reichenhall.
Die Villa Romana steht unter Denkmalschutz und ist unter der Nummer D-1-72-114-118 in die Bayerische Denkmalliste eingetragen.

## Geschichte
Anders als bei vielen anderen Villen, die in Bad Reichenhall zur Blütezeit des Kurbetriebs ab dem Ende des 19. Jahrhunderts als Fremden- oder Kurpensionen errichtet wurden, handelt es sich bei der Villa Romana um eine Arztvilla. Diese wurde im heutigen Ensemble Kurviertel errichtet, das bis 1905 noch zur eigenständigen Gemeinde St. Zeno gehörte. In diesem Bereich entstanden – in der Nähe von Kurgarten und Kurhaus – viele Kurpensionen.
Der Luftangriff auf Bad Reichenhall am 25. April 1945, der Bahnstrecke und Bahnhöfen galt und über 200 Menschenleben forderte, traf auch die Rinckstraße. Von der Villa Romana wurden keine Schäden gemeldet, die umliegenden Häuser 3, 4, 5, 7, 7 ½, 8, 9 und 12 wurden leicht beschädigt.

## Beschreibung
Villa Romana ist eine Eckvilla mit Loggien, Eisenbalkons und Balusterbrüstungen über dem Dach. Das spätklassizistische Gebäude wurde gegen Ende des 19. Jahrhunderts erbaut. 2005 und 2006 wurde die Villa im Rahmen einer Generalsanierung um ein Geschoss mit Dachwohnung aufgestockt.

## Lage
Die Villa Romana befindet sich an der Ecke Rinck- und Mackstraße in Ensemble Kurviertel in Bad Reichenhall.